# トンマーゾ・ブシェッタ
トンマーゾ・ブシェッタ（Tommaso Buscetta 1928年7月13日 – 2000年4月2日）はイタリア、シチリア島出身の犯罪者、マフィア構成員。

## プロフィール

### 生い立ち
1928年にパレルモで生まれる。父はガラス加工の職人で裕福な家庭だった。ブシェッタは11番目の子（実際は17人兄弟だが、6人はブシェッタが生まれる前に死んでいるという）で末っ子だった。生まれた時に両親は共に44歳だった。17歳で20歳のメルキオーラ・カヴァーロと結婚する。
その直後にマフィア組織に入る。その1年後に最初の子供が生まれる。その頃は父のガラス加工の仕事をするかたわら、闇市で物資を売りさばいていた。1947年にサルヴァトーレ・ジュリアーノと会っている。このときにジュリアーノに抗争に誘われたが、一緒にいたサルヴァトーレ・グレコが断っている。

### アルゼンチンとブラジルへ
1949年に妻と2人の子供も連れてアルゼンチンに移住する。1950年にブエノスアイレスで3番目の息子が生まれた。しかし、アルゼンチンでは思っていたほどの生活はできなかったため、1950年の終わりごろにブラジルのサンパウロに移り、そこで「コンカ・ドーロ」というガラス店を作り生活する。
しかし、なぜか1952年の終わりに店を売り払いイタリアへ帰ることにした。この南アメリカからの帰国と、南米両国で一家の生活には不明が多いと言われている。

### 帰国後
帰国後に本格的にマフィアの活動を始める。ポルタ・ヌオーヴァ地区のラ・バルベーラ・ファミリーの一員として、ゆすりと煙草の密売をする。1958年3月にローマで煙草の密売と犯罪関与の罪で初めて逮捕される。その後も、麻薬密売、武器不法所持、強盗、恐喝、殺人、死体遺棄などで逮捕されるが、そのたびに証拠不十分で釈放される。
50年代後半から60年代の初めにかけては、ミラノやコート・ダジュールなどで生活をしていた。このときミラノではジョー・アドニスとも親しく付き合っていたという。

### マフィア戦争
ブシェッタがマフィアに入った頃、ちょうどマフィアが農村から都市へ進出した頃で、都市型に変質し、構成員を大幅に増やした時期だった。50年代のイタリアの経済成長と一緒にマフィアも成長した。しかし、60年代に入ると、公共事業、麻薬、煙草密輸の主導権争いで抗争が起きる。このときの抗争を第1次マフィア戦争と呼ぶ。その抗争にブシェッタのいるラ・バルベーラ・ファミリーもいたが、ブシェッタは自分のファミリーを裏切りサルヴァトーレ・グレコのファミリーの方へいき、グレコのファミリーが勝利した。このときアンジェロ・バルベーラを襲った殺し屋の一人がブシェッタだという。
その後、抗争に目をつけた警察が本格的にマフィア弾圧に乗り出し、150人以上が逮捕され、ブシェッタにも逮捕状が出たが、彼は妻を捨てヴェーラ・ジロッティという愛人とアメリカへ逃亡する。

### アメリカへ
1965年にアメリカへ渡ってきて、マヌエル・ロペス・カデーフという偽名でジロッティと結婚する。最初はカルロ・ガンビーノに仕事の世話をしてもらったりした。1966年の終わりごろにはガンビーノから金を借りピザ屋を始めた。ピザ屋は繁盛し、息子たちに任せたという。
アメリカに住んでいたときはカルロの弟のパオロ・ガンビーノやポール・カステラーノとも付き合っていた。表ではピザ屋だが、裏では麻薬取引をしていたといわれている。やがて密入国がばれ、国外追放になりブラジルに移住する。

### 再びブラジルへ
1971年6月に不法入国でブラジルのリオデジャネイロに行き、そこで20歳年下のクリスティーナ・グイマレス・デ・アルメイダというイタリア系女性と出会い結婚する。彼女の父親は弁護士で、ブシェッタはその法律事務所で働いたという。
このころはトンマーゾ・ロベルト・フェリーチェという偽名を使っていた。2人の間に子供もできた。この頃頻繁にイタリア、アメリカ、カナダに出入国し麻薬取引をしていたと言われている。
1970年代にブラジルで生活しているときに、カモッラのボスのアントニオ・バルデッリーノと親しくなる。そして彼と麻薬取引で協力関係を持つようになる。しかし、このことでブシェッタと敵対していたコルレオーネ一派と彼らと協力関係にあったカモッラのヌヴァレッタ・ファミリーとバルデッリーノ・ファミリーの間で抗争になった。
その後、1972年10月にイタリアへの麻薬密輸で逮捕される。その時にマフィアとの関係を聞き出そうと、睾丸や肛門に電気ショックをかけたり、爪をはがされるなどの拷問を受けた。それでもマフィアについては一言も話さなかったという。8年の刑を宣告されるが、何も聞けないとわかるとブラジルから追放されイタリアへ身柄を引き渡された。

### イタリアへ
イタリアで刑務所に入れられるが、このころからジョゼッペ・カロに対し不信感を持つようになる。8年間刑務所に入ったが、その間、毎日のように妻のクリスティーナは面会に来たという。1970年代にウッチャルドーネ刑務所に入所していた当時、マフィアの構成員が当時カリスマ的なブシェッタに敬意を払い、ブシェッタのいる独房に挨拶に来るため、ブシェッタは独房からも出され廊下を自由に歩くことも許されなくなったという。
1980年6月に仮釈放のときに刑務所に戻らずに逃亡。その頃に、ボスのカロや友人のステファノ・ボンターテ、サルヴァトーレ・インツェリッロと会い、組織の中で再び活動しようと再計画を練る。しかし、この頃、ルチアーノ・リッジョ、サルヴァトーレ・リイナらのコルレオーネの一家とボンターテ、インツェリッロの間に麻薬取引をめぐり険悪になっていた。

### 三度ブラジルへ
ブシェッタは両派の仲裁に立とうとしたが失敗し、1981年1月にブラジルに戻る。ブラジルにいる間にボンターテとインツェリッロがコルレオーネの一家に殺された。そのためブシェッタはコルレオーネと対立するボスのガエターノ・バダメンテと連絡を取り反撃の計画を練るが、計画が察知され1982年に2人の息子アントニオとベニデットが誘拐されその後、2度と姿を見せなかった。2人は最初の結婚で出来た子だった。
その後も自分の兄などの肉親が殺される事件が続いた。そのため、計画を捨てたという。そのような中、1983年10月24日にサンパウロで麻薬の国際取引で逮捕される。
1983年ブラジルの刑務所内でピッポ・カロが弟と2人の息子を殺害したという知らせを受ける。カロは2人の息子の名付け親だった。翌年の7月3日にイタリア政府に身柄を引き渡させた。その時に隠し持っていたストリキニーネを飲み自殺を図ったが失敗する。その直後に司法当局に協力する。

### 告白
1984年7月16日に犯罪組織についてジョヴァンニ・ファルコーネ判事に告白する。ブシェッタは告白の理由について、「マフィアが本来あるべき姿ではなく、殺人集団に成り下がったことに幻滅した」という。また、2人の息子が殺されたことも告白の理由だった。
告白のとき組織の名前を「コーサ・ノストラ・シチリアーナ」と言った。ブシェッタは証言の時、「コーサ・ノストラを歪め、価値を失わせたのは麻薬取引だ」と言った。
ブシェッタは告白をしたが、ヴィート・チャンチミーノ（元パレルモ市長）以外の政治家の名前は誰一人として出していない、この点についてあるジャーナリストに突かれると「私は気違いだと思われてしまう。なぜなら誰もその名前を信じないだろうから」と意味深長な発言をしている。このことにはマフィアとつがなりのあるジュリオ・アンドレオッティに対する威嚇とも言われる。なお後にマッシモ・チャンチミーノ（子）は司法協力に応じ、2010年2月に内部告発している。

### その後
ブシェッタは4年の実刑を受け服役した。その後、麻薬密輸の裁判の証人としてアメリカ政府に貸し出された。その後、マフィアの殺し屋の追及をかわすため、アメリカで整形手術を受けたとも言われる。2000年に病死した。

## 人物
早熟で頭の回転が速かったという。
ブシェッタは17歳でマフィアに入った理由を「その当時の若い男の望みと言えば、周囲から尊敬されることだった。名誉ある男と思われたかった」と語っている
数多くの麻薬取引で悪名を馳せるが、本人は麻薬を扱ったことは1度もないと言い、麻薬取引を強く否定している。
ブシェッタに脅迫された建設業者は、彼のことを「残忍さを感じるほどあつかましく、高慢で、尊大で、うぬぼれ屋で、上流階級との親交をひけらかす」と言っている。
一家のボスのジュゼッペ・カロとは1950年代初頭からの35年の付き合いがある。カロが自分を差し置いてボスになった後も、彼を立て、昔と変わらない付き合いをした。
敵からも味方からもドン・マシーノと呼ばれていた。22歳の頃には殺し屋として名が知れていたという。女性には非常にもてたという。

## エピソード
- トンマーゾ・ブシェッタの姉のセラフィーナは告白について「トンマーゾは私たちの生活を壊してしまった卑怯な人間です。私はもう警備兵の陰に隠れているあの卑怯者の顔も見たくないです。これから私の5人の子供たちがどうなるかを思うと心配でたまりません。ブシェッタという姓を捨ててしまいたいです。」と語っている。彼女は夫をマフィアの復讐によって殺されている。告白によって家族や親類は報復を恐れながら生きていかなければならなくなった。
- 1950年代に最初に南米に移住したときは妻がホームシックにかかってしまった。その理由の1つは「Buscetta（ブシェッタ）」という姓が原因だったという。ブシェッタはブラジル語で女性器を指す俗語と一致し、そのことでからかわれたという。そのことが帰国の原因のひとつだと言う。
- ブシェッタは刑務所にいたとき、仕立て屋を刑務所に呼び、高級スーツを何着も作らせたり、食事は高級レストランに注文し、配達させていた。こういったようにマフィアのボスたちは監視を脅したりし、刑務所の中でも自由気ままに生活していた。他にもジュゼッペ・カロなど病人を装い刑務所ではなく病院で快適な生活をしたものもいる。
- ブシェッタは結婚後に、他の女性と結婚したのでボスになれなかったとも言われている。マフィアの世界では愛人なら問題ないが、離婚は不名誉なことである。
- 息子の一人アントニオは1982年11月11日に行方不明になった。この事件は謎が多いが、ブシェッタによるとカロが犯罪者にしたて、その後に殺したという。身代金の支払いに使われたという現金を使わされ、警察に捕まった。カロは犯罪に関わった札とは知らなかったと言い張っている。息子以外にもブシェッタは身内をマフィアに殺されている。
- ブシェッタによるとシチリア・マフィアは、売春宿を経営するような不名誉なことはしないという。

## ラッキー・ルチアーノ
ラッキー・ルチアーノのことを「彼は私にとって神話上の人物だった。彼は私を出会ったときから気に入り、死ぬまで可愛がってくれた。私は毎日彼に会いに行った。たぶん私が若かったせいもあるだろう。彼には粗野で意地の悪いところは一つもなかった。私だけではなく、誰にでもそうだった。」と語っている。
ラッキー・ルチアーノは礼儀正しく、洗練された身のこなしで、独自の魅力を持った人間だったという。

## 関連文献
- ピーノ・アルラッキ『さらばコーザ・ノストラ―だれも書けなかったマフィアの真実』 大辻康子訳、学研、1995年
- ピーノ・アルラッキ『名誉を汚した男たち』 和田忠彦訳、新潮社、2000年